# Seznam vrozených srdečních vad
Toto je seznam nejčastějších vrozených srdečních vad (VSV) v dospělé populaci.
- defekt septa síní
- defekt septa komor
- koarktace aorty
- Fallotova tetralogie
- aortální stenóza
- aortální insuficience
- bikuspidální aortální chlopeň
- stenóza plicnice
- Ebsteinova anomálie
- korigovaná transpozice velkých cév
- otevřená Botallova dučej

## Dělení VSV
- acyanotické VSV:
  - defekt septa síní
  - defekt septa komor
  - otevřená Botallova dučej
  - stenóza plicnice
  - koarktace aorty
  - aortální stenóza
  - syndrom hypoplastického srdce
  - hypertrofická obstruktivní kardiomyopatie
  - dextrokardie

- cyanotické VSV (s centrální cyanózou):
  - Fallotova tetralogie
  - transpozice velkých cév
  - atrézie trikuspidální chlopně
  - VSV s funkčně jedinou srdeční komorou

- VSV bez zkratů:
  - syndrom hypoplastického srdce
  - koarktace aorty
  - aortální stenóza
  - stenóza plicnice

- VSV s levo-pravým zkratem:
  - defekt septa síní
  - defekt septa komor
  - otevřená Botallova dučej

- VSV s pravo-levým zkratem:
  - Fallotova tetralogie
  - transpozice velkých cév
  - atrézie trikuspidální chlopně
  - VSV s funkčně jedinou srdeční komorou

## Specifické problémy dospělých s VSV
- infekční endokarditida
- komplikace v těhotenství
- arytmie
- hematologické problémy
- Eisenmengerův syndrom